# Megalodus
A Megalodus a Megalodontidae kagylócsalád egy neme. A triászban rendkívül elterjedt, majd a jura végén kihalt. A hozzá megtévesztésig hasonló, devon korú Megalodon miatt elterjedt szinonimája a Neomegalodon nemnév. Jellemzője a heterodont-típusú zárszerkezet, a vastag héj, elülső vagy hátulsó nézetből a határozottan kiemelkedő és kissé visszatekeredő búb miatt szív alakú keresztmetszet. Búbjai a két teknőn nem egyforma méretűek, ezért egyenlőtlen teknőjűek, a teknőknek nincs hosszanti szimmetriatengelye, ezért egyenlőtlen oldalúak. Nagy méretű, akár a 15–20 cm-es átmérőt is elérhetik.
Az őslénytani osztályozásban a Hippurites-félék a pachyodont fogtípusú rudista csoportba tartoznak, ezért fosszilis kagylórendszertanban a heterodont fogtípusú Megalodus ebbe a rokonságba nem sorolható, hanem a heterodonták Megalodontida rendjébe osztható. Valószínűleg rokona a Megalodonnak, azonban attól 80 millió év választja el, ezért a közvetlen leszármazás mellett az alaki konvergencia is feltehető.
Élőhelye a 20 métert nem meghaladó, jól átvilágított vizekben, sekélytengeri és partszegélyi árapályzónában, valamint zátonykörüli hullámverési övekben volt. Helyenként kőzetalkotó mennyiségben fordul elő, mint Tatán és környékén, például a Kálvária-domb és a tatai Megalodus-barlang. Ez a megaloduszos mészkő jellegzetes triász képződmény. A Megalodus nem egyedszámra megritkult a jura folyamán, majd az időszak végére kipusztult.
Nem tévesztendő össze a lepkék Megalodes nemével.

## Külső hivatkozások
- Paleodatabase: Megalodon Archiválva 2011. július 27-i dátummal a Wayback Machine-ben